# Библиотека поэта
Библиоте́ка поэ́та — советская книжная серия, издававшаяся в 1933—1991 годах. В рамках серии осуществлялись издания русской поэзии, фольклора и крупнейших явлений поэзии народов СССР. Включала «Большую» и «Малую» серии, составление которых преследовало разные цели. «Большая серия» — научное издание, дающее энциклопедическое представление о творчестве издаваемого поэта и его эволюции, обобщающая достижения современного литературоведения во всех аспектах; тексты издаются на основе текстологических изысканий с научным аппаратом. «Малая серия» обращена широким слоям читателей, является избранным сводом поэзии в её вершинных явлениях. До 1991 года вышли три издания Большой серии и четыре — Малой.
В 1994 году, когда главным редактором серии стал А. Кушнер, началось издание «Новой библиотеки поэта», получившей это имя в 1996 году. В 2000 году была возрождена и её «Малая серия». Между 1938—2008 годами пять раз издавались каталоги серии.
В 1933—1986 годах во всех сериях «Библиотеки поэта» увидело свет 579 томов (315 Большой серии и 264 — Малой); в 1987—2007 годах было напечатано ещё 120 томов. В 1942—1945 годах книги не выходили. В довоенный период тиражи Большой серии колебались от 1500 до 15 000 экземпляров, после войны — от 4 до 55 тыс. В перестроечные годы тиражи отдельных томов достигали двухсоттысячной отметки, после 1991 года сократились до 1000 экземпляров.